# 萊西納湖
41°53′16″N 15°26′25″E / 41.88778°N 15.44028°E

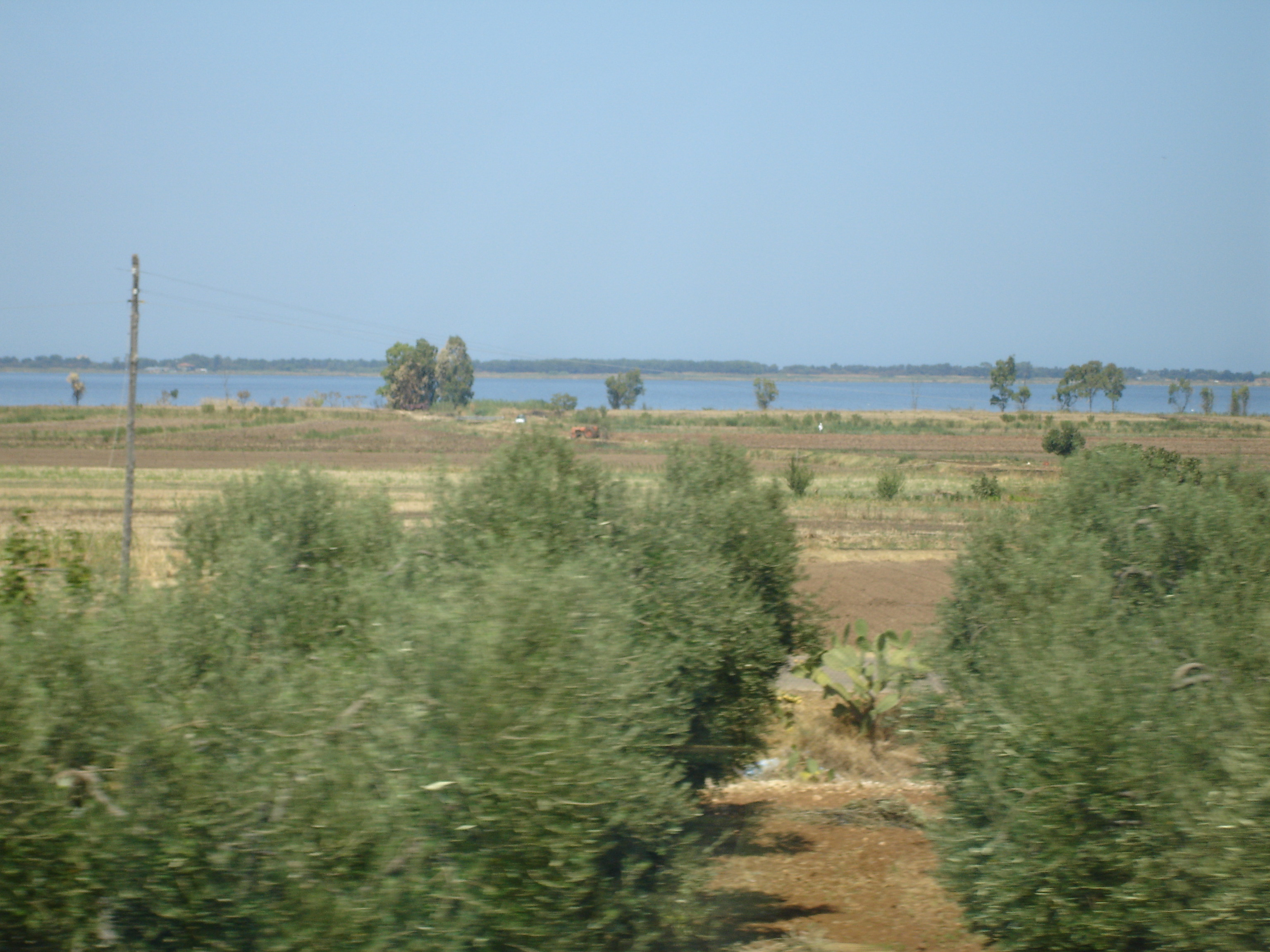

萊西納湖是意大利的湖泊，由福賈省負責管轄，長22公里、寬3.5公里，面積51.4平方公里，是該國第九大湖泊，處於海拔水平面，平均水深0.7米，最大水深1.7米。